# Trypanosoma alhussaini
Trypanosoma alhussaini – kinetoplastyd z rodziny świdrowców należący do królestwa protista.
Świdrowiec ten wydłużonego kształtu, osiąga długość od 31,9 do 62,7 mikrometrów i szerokość 1,7 do 2,2 mikrometrów bez wolnej wici. Wolna wić jest długości od 5,5 do 12,1 μm.
T. alhussaini jest gatunkiem polimorficznym cechującym się drobnoziarnistą cytoplazmą, jądrem położonym w tylnej części ciała posiadającym wymiary: długość 3,3 – 5,5 μm, szerokość 1,6 – 2,1 μm.
Pasożytuje w osoczu krwi suma afrykańskiego (Clarias gariepinus).
Występuje w Egipcie w rzece Nil na terenie Afryki.